# Municipio de McDowell
El municipio de McDowell (en inglés: McDowell Township) es un municipio ubicado en el condado de Barry en el estado estadounidense de Misuri. En el año 2010 tenía una población de 288 habitantes y una densidad poblacional de 4,66 personas por km².

## Geografía
El municipio de McDowell se encuentra ubicado en las coordenadas 36°50′6″N 93°47′17″O / 36.83500, -93.78806. Según la Oficina del Censo de los Estados Unidos, el municipio tiene una superficie total de 61.75 km², de la cual 61,6 km² corresponden a tierra firme y (0,24 %) 0,15 km² es agua.

## Demografía
Según el censo de 2010, había 288 personas residiendo en el municipio de McDowell. La densidad de población era de 4,66 hab./km². De los 288 habitantes, el municipio de McDowell estaba compuesto por el 95,83 % blancos, el 0,35 % eran amerindios, el 0,35 % eran asiáticos, el 2,43 % eran de otras razas y el 1,04 % eran de una mezcla de razas. Del total de la población el 2,78 % eran hispanos o latinos de cualquier raza.